# لسنا (ناحیه تاخوف)
لسنا (به چکی: Lesná) یک منطقهٔ مسکونی در جمهوری چک است که در ناحیه تاخوو واقع شده‌است. لسنا ۸۴٫۲۹ کیلومتر مربع مساحت و ۵۰۹ نفر جمعیت دارد و ۶۴۳ متر بالاتر از سطح دریا واقع شده‌است.